# Sasseville
Sasseville és un municipi francès situat al departament del Sena Marítim i a la regió de Normandia. L'any 2007 tenia 290 habitants.

## Demografia

### Població
El 2007 la població de fet de Sasseville era de 290 persones. Hi havia 96 famílies de les quals 20 eren unipersonals (20 homes vivint sols), 20 parelles sense fills, 48 parelles amb fills i 8 famílies monoparentals amb fills.
La població ha evolucionat segons el següent gràfic:
Habitants censats

### Habitatges
El 2007 hi havia 116 habitatges, 98 eren l'habitatge principal de la família, 7 eren segones residències i 11 estaven desocupats. Tots els 116 habitatges eren cases. Dels 98 habitatges principals, 47 estaven ocupats pels seus propietaris, 49 estaven llogats i ocupats pels llogaters i 2 estaven cedits a títol gratuït; 2 tenien dues cambres, 12 en tenien tres, 23 en tenien quatre i 61 en tenien cinc o més. 82 habitatges disposaven pel capbaix d'una plaça de pàrquing. A 34 habitatges hi havia un automòbil i a 55 n'hi havia dos o més.

### Piràmide de població
La piràmide de població per edats i sexe el 2009 era:
| Homes | Edats   | Dones |
| ----- | ------- | ----- |
| 0     | 95 o +  | 0     |
| 0     | 90 a 94 | 0     |
| 4     | 85 a 89 | 0     |
| 0     | 80 a 84 | 4     |
| 4     | 75 a 79 | 8     |
| 0     | 70 a 74 | 0     |
| 0     | 65 a 69 | 0     |
| 8     | 60 a 64 | 4     |
| 0     | 55 a 59 | 0     |
| 0     | 50 a 54 | 0     |
| 12    | 45 a 49 | 4     |
| 20    | 40 a 44 | 16    |
| 20    | 35 a 39 | 20    |
| 4     | 30 a 34 | 8     |
| 12    | 25 a 29 | 12    |
| 8     | 20 a 24 | 12    |
| 32    | 15 a 19 | 8     |
| 16    | 10 a 14 | 16    |
| 8     | 5 a 9   | 12    |
| 16    | 0 a 4   | 12    |

## Economia
El 2007 la població en edat de treballar era de 185 persones, 143 eren actives i 42 eren inactives. De les 143 persones actives 129 estaven ocupades (79 homes i 50 dones) i 14 estaven aturades (6 homes i 8 dones). De les 42 persones inactives 1 estava jubilada, 20 estaven estudiant i 21 estaven classificades com a «altres inactius».

### Ingressos
El 2009 a Sasseville hi havia 103 unitats fiscals que integraven 293 persones, la mediana anual d'ingressos fiscals per persona era de 18.732 €.

### Activitats econòmiques
Dels 14 establiments que hi havia el 2007, 2 eren d'empreses extractives, 1 d'una empresa alimentària, 2 d'empreses de fabricació d'altres productes industrials, 2 d'empreses de construcció, 3 d'empreses de comerç i reparació d'automòbils, 1 d'una empresa de transport, 1 d'una empresa d'hostatgeria i restauració, 1 d'una empresa immobiliària i 1 d'una entitat de l'administració pública.
Dels 3 establiments de servei als particulars que hi havia el 2009, 1 era un taller de reparació d'automòbils i de material agrícola, 1 guixaire pintor i 1 agència immobiliària.
L'any 2000 a Sasseville hi havia 8 explotacions agrícoles.

## Equipaments sanitaris i escolars
El 2009 hi havia una escola elemental integrada dins d'un grup escolar amb les comunes properes formant una escola dispersa.

## Poblacions més properes
El següent diagrama mostra les poblacions més properes.